# Djallon-Foula
Djallon-Foula est une commune rurale du Mali de l'arrondissement de Guéléninkoro, dans le cercle de Yanfolila et la région de Bougouni, elle a pour chef-lieu la localité de Guéléninkoro.

## Géographie
La commune est frontalière de la Guinée à l'ouest.

## Villages
La commune s'étend sur 8 localités relevées lors du recensement général de 2009. 
Les villages les plus peuplés sont :
- Kabaya (3 824 habitants)
- Guélélinkoro (1 670 habitants)
- Téguélindougou (1 280 habitants)